# Levissima
Levissima è una società produttrice di acqua minerale. Fa parte del gruppo Nestlé attraverso la Sanpellegrino.

## Storia
Duranti i primi anni del '900, gli abitanti di Cepina, frazione del comune di Valdisotto, in provincia di Sondrio, costruirono un acquedotto in modo da portare l'acqua nel centro del paese. Allora il proprietario dell'Hotel Cepina, Gasparre Piccagnoni, iniziò a servirla ai clienti e successivamente la fece analizzare. Infine, nel 1936, Piccagnoni, dopo aver ottenuto le concessioni dell’utilizzo della sorgente come acqua minerale, iniziò ufficialmente l'imbottigliamento delle prime bottiglie.
Nel 1993, il marchio Levissima è entrato ufficialmente a far parte del Gruppo Sanpellegrino.
A partire dal 2007, Levissima ha intrapreso una collaborazione continuativa con il Dipartimento di Glaciologia dell'Università degli Studi di Milano. Tale partnership si focalizza sulla raccolta sistematica di dati e informazioni inerenti ai sistemi glaciali, con l'obiettivo primario di implementare misure di tutela e conservazione di tali formazioni naturali.
Nel triennio che va dal 2016 al 2018, in seguito alla presentazione del "Nuovo Catasto dei Ghiacciai Italiani", realizzato in collaborazione con il Comitato Ev-K2-CNR e con il patrocinio del Comitato Glaciologico Italiano, Levissima realizzò il progetto triennale denominato "Levissima Spedizione Ghiacciai". Tale iniziativa impiega avanzate tecnologie di rilevamento aereo, tra cui un satellite della NASA e un drone, per monitorare lo stato dei ghiacciai italiani e analizzare i processi che ne influenzano la fusione. L'azienda intraprende, inoltre, svariate iniziative volte alla sensibilizzazione dei consumatori riguardo al valore del polietilene tereftalato (PET) e all'importanza di una corretta prassi di riciclaggio. Oltre a ciò, l'azienda ha messo in atto l'iniziativa "Levissima Snow Recycling", patrocinata dal Ministero dell'Ambiente, che mira a sensibilizzare gli sciatori attivi sulle piste delle regioni Lombardia, Veneto e Valle d'Aosta in merito al riciclo del PET.

### La storia del nomeLevissima
Il nome Levissima nasce dall'esclamazione dell'allora vescovo di Como, Monsignor Alessandro Macchi, che durante una sosta nella parrocchia di Cepina, bevve l'acqua proveniente dall'acquedotto del paese ed la definì «levissima», proveniente dal termine latino «levis» che significa «leggera».

## Levissima+
Levissima+ è l'acqua minerale Levissima, con l'aggiunta dei sali minerali.
Le 6 tipologie:
- Levissima+ Drenante: con estratto di fiori di ibisco e al gusto agrumi e rosa;
- Levissima+ Magnesio: con l'aggiunta di magnesio e al gusto mela verde;
- Levissima+ Potassio: con l'aggiunta di potassio e al gusto mora;
- Levissima+ Tonificante: con estratto di rosa canina e al gusto scorza di limone e cetriolo;
- Levissima+ Vitamina B: con l'aggiunta di vitamina B e al gusto lime;
- Levissima+ Zinco: con l'aggiunta di zinco e al gusto ribes nero.

Le controversie sulla linea Levissima+ riguardano le associazioni consumatori che ritengono che l'aggiunta di sali minerali sia inutile.

## Levissima Natura
Levissima Natura è una gamma di bevande con l'acqua minerale Levissima aggiunta a ingredienti di montagna naturali infusi a freddo. 
I 3 gusti:
- Mela e erbe di montagna;
- Tè bianco di montagna e fiori di sambuco;
- Tè verde di montagna e fiori di tiglio.

La linea Levissima Natura è stata successivamente ritirata dal mercato.

## Sponsorizzazioni
Levissima è l'acqua ufficiale della EA7 Milano Marathon, con il formato speciale dedicato allo sport #LA75. Ed è anche l'acqua ufficiale della Federazione italiana sport invernali, degli Internazionali BNL d'Italia e della RomaOstia Half Marathon.

## Fonti
- Cepina, Valdisotto (Provincia di Sondrio)